# Quintus Aelius Tubero (Konsul 11 v. Chr.)
Quintus Aelius Tubero war ein römischer Senator, der im 1. Jahrhundert v. Chr. lebte. Seine genauen Geburts- und Todesdaten sind nicht bekannt, vermutlich wurde er um die Mitte des Jahrhunderts geboren.
Er war der Sohn des gleichnamigen Juristen und Historikers Quintus Aelius Tubero, der als Parteigänger Caesars im Jahr 46 v. Chr. die Anklage wegen Hochverrats (perduellio) gegen Quintus Ligarius führte und an Cicero, der die Verteidigung übernommen hatte, gescheitert war.
Während der unter Augustus im Jahr 17 v. Chr. abgehaltenen Säkularfeier, ist der Nachkomme des vorgenannten Rechtsgelehrten als Quindecimvir sacris faciundis bezeugt und war somit Mitglied eines der vier höchsten römischen Priesterkollegien.
Im Jahr 11 v. Chr. amtierte er zusammen mit Paullus Fabius Maximus als ordentlicher Konsul.
In seine Amtszeit fielen umfangreiche Bauprojekte und gesetzliche Reformen hinsichtlich der inner- und außerstädtischen Wasserversorgung. Zusammen mit seinem Kollegen war er mit der baulichen Zustands- und Bestandserfassung der öffentlichen Leitungen und Brunnen betraut. Zusätzlich veranlassten die Konsuln eine Überprüfung der Verbraucherstellen auf übermäßige Wasserentnahmen. Diese Erhebungen wurden als Grundlage für die Beschlussverfahren (senatus consulta) herangezogen.
Seine Mutter Sulpicia war eine Tochter des bedeutenden Juristen Servius Sulpicius Rufus, seine Schwester war die Mutter der Konsuln des Jahres 30, Gaius und Lucius Cassius Longinus. Der Konsul des Jahres 4 n. Chr., Sextus Aelius Catus, war möglicherweise sein Bruder.